# Liste des monuments historiques du Havre
Ce tableau présente la liste de tous les monuments historiques classés ou inscrits dans la ville du  Havre, Seine-Maritime, en France.

## Liste
| Monument | Adresse                             | Coordonnées                      | Notice                        | Protection     | Date            | Illustration                                                                                                   |
| --- | ----------------------------------- | -------------------------------- | ----------------------------- | -------------- | --------------- | --- |
| Prieuré de Graville                                                                                             | Rue du Élisée-Reclus Rue du Prieuré | 49° 30′ 12″ nord, 0° 09′ 52″ est | « PA00100694 »                | Classé Inscrit | 1875 1921 2000  | Prieuré de Graville                                                                                            |
| Arsenal Détruit en 1944. Il en reste la porte entreposée au musée d'Art moderne André Malraux                   | Quai de l'Arsenal                   | à géolocaliser                   | « PA00100695 »                | Classé         | 1934            | ArsenalDétruit en 1944. Il en reste la porte entreposée au musée d'Art moderne André Malraux                   |
| Cathédrale Notre-Dame                                                                                           | Rue de Paris                        | 49° 29′ 13″ nord, 0° 06′ 30″ est | « PA00100696 »                | Classé         | 1919            | Cathédrale Notre-Dame                                                                                          |
| Château des Gadelles                                                                                            | 1 rue Cochet                        | 49° 30′ 05″ nord, 0° 05′ 30″ est | « PA76000029 »                | Inscrit        | 1997            | Château des Gadelles                                                                                           |
| Église Sainte-Jeanne-d'Arc                                                                                      | Place de Bayonvillers               | 49° 30′ 20″ nord, 0° 07′ 02″ est | « PA76000075 »                | Inscrit        | 2005            | Église Sainte-Jeanne-d'Arc                                                                                     |
| Église Saint-Joseph                                                                                             | 8 boulevard François-Ier            | 49° 29′ 27″ nord, 0° 06′ 04″ est | « PA00100697 »                | Classé         | 29 janvier 2018 | Église Saint-Joseph                                                                                            |
| Hôpital souterrain allemand                                                                                     | Rue de Trigauville                  | 49° 30′ 08″ nord, 0° 08′ 03″ est | « IA00130454 »                | Inscrit        | 2017            | Image manquante Téléverser                                                                                     |
| Hôtel de Brocques                                                                                               | 11 rue de la Crique                 | 49° 29′ 21″ nord, 0° 06′ 42″ est | « PA00100698 »                | Classé         | 1946            | Hôtel de Brocques                                                                                              |
| Hôtel des Ingénieurs des Tréfileries                                                                            | 9 rue Charles-Porta                 | 49° 29′ 24″ nord, 0° 09′ 16″ est | « PA76000037 »                | Inscrit        | 1998            | Hôtel des Ingénieurs des Tréfileries                                                                           |
| Hôtel de ville                                                                                                  | 57 place de l'Hôtel-de-Ville        | 49° 29′ 37″ nord, 0° 06′ 28″ est | « IA00130237 »                | Inscrit Classé | 2016 2017       | Image manquante Téléverser                                                                                     |
| Immeuble | 82 rue de Bretagne                  | 49° 29′ 19″ nord, 0° 06′ 51″ est | « PA00100699 »                | Inscrit        | 1946            | Immeuble |
| Immeuble | 84 rue de Bretagne                  | 49° 29′ 19″ nord, 0° 06′ 51″ est | « PA00100700 »                | Inscrit        | 1946            | Immeuble |
| Immeuble | 86 rue de Bretagne                  | 49° 29′ 19″ nord, 0° 06′ 52″ est | « PA00100701 »                | Inscrit        | 1946            | Immeuble |
| Immeuble | 27 quai Casimir-Delavigne           | 49° 29′ 19″ nord, 0° 06′ 55″ est | « PA00100702 »                | Classé         | 1946            | Immeuble |
| Immeuble | 50 rue Dauphine                     | 49° 29′ 17″ nord, 0° 06′ 49″ est | « PA00100703 »                | Inscrit        | 1946            | Immeuble |
| Immeuble | 52 rue Dauphine                     | 49° 29′ 17″ nord, 0° 06′ 49″ est | « PA00100704 »                | Inscrit        | 1946            | Immeuble |
| Immeuble | 60 rue Dauphine                     | 49° 29′ 17″ nord, 0° 06′ 50″ est | « PA00100705 »                | Inscrit        | 1946            | Immeuble |
| Immeuble | 62 rue Dauphine                     | 49° 29′ 17″ nord, 0° 06′ 51″ est | « PA00100706 »                | Inscrit        | 1946            | Immeuble |
| Immeuble | 64 rue Dauphine                     | 49° 29′ 17″ nord, 0° 06′ 51″ est | « PA00100707 »                | Inscrit        | 1946            | Immeuble |
| Immeuble | 89, 91 rue Dauphine                 | 49° 29′ 17″ nord, 0° 06′ 51″ est | « PA00100708 »                | Inscrit        | 1946            | Immeuble |
| Immeuble | 93 rue Dauphine                     | 49° 29′ 17″ nord, 0° 06′ 51″ est | « PA00100709 »                | Inscrit        | 1946            | Immeuble |
| Immeuble | 95 rue Dauphine                     | 49° 29′ 17″ nord, 0° 06′ 51″ est | « PA00100710 »                | Inscrit        | 1946            | Immeuble |
| Immeuble | 97 rue Dauphine                     | 49° 29′ 17″ nord, 0° 06′ 51″ est | « PA00100711 »                | Inscrit        | 1946            | Immeuble |
| Immeuble des ISAI dénommé « îlot V40 et V41 »                                                                   | place de l'Hôtel-de-Ville           | 49° 29′ 31″ nord, 0° 06′ 26″ est | « PA76000104 » « IA00130236 » | Inscrit Classé | 2016 2017       | Immeuble des ISAI dénommé « îlot V40 et V41 »                                                                  |
| Infirmerie Saint-Louis Détruite le 5 septembre 1944, il en subsiste la rampe en fer forgé                       | 19 rue Général-Faidherbe            | à géolocaliser                   | « PA00100712 »                | Inscrit        | 1928            | Image manquante Téléverser                                                                                     |
| Maison de l'armateur                                                                                            | 3 quai de l'Île                     | 49° 29′ 13″ nord, 0° 06′ 46″ est | « PA00100713 »                | Classé         | 1950            | Maison de l'armateur                                                                                           |
| Manufacture des Tabacs Détruit pendant les bombardements de 1944. Il en subsiste la porte qui a été entreposée. | 37 rue de Bretagne                  | à géolocaliser                   | « PA00100715 »                | Classé         | 1946            | Manufacture des TabacsDétruit pendant les bombardements de 1944. Il en subsiste la porte qui a été entreposée. |
| Hôtel Dubocage de Bléville                                                                                      | 1, 3 rue Jérôme-Bellamarto          | 49° 29′ 20″ nord, 0° 06′ 52″ est | « PA00100714 »                | Inscrit        | 1946            | Hôtel Dubocage de Bléville                                                                                     |
| Muséum d'histoire naturelle                                                                                     | Place du Vieux-Marché Rue Jean-Macé | 49° 29′ 16″ nord, 0° 06′ 33″ est | « PA00100716 »                | Classé         | 1948 1949 1963  | Muséum d'histoire naturelle                                                                                    |
| Ancien château d'eau, dit aussi « rotonde de Graville »                                                         | Impasse d'Alsace                    | 49° 30′ 10″ nord, 0° 09′ 38″ est | « PA76000102 » « IA76000179 » | Inscrit        | 2016            | Image manquante Téléverser                                                                                     |
| Bateau-feu Le Havre III                                                                                         | Bassin de l'Eure                    | 49° 29′ 13″ nord, 0° 07′ 29″ est |                               | classé         | 2017            | Bateau-feu Le Havre III                                                                                        |
| cotre-pilote Marie-Fernand                                                                                      | Bassin de l'Eure                    | 49° 29′ 13″ nord, 0° 07′ 29″ est |                               | classé         | 1986            | cotre-pilote Marie-Fernand                                                                                     |
| remorqueur USST 488                                                                                             | Bassin de l'Eure                    | 49° 29′ 13″ nord, 0° 07′ 29″ est |                               | classé         | 19997           | remorqueur USST 488                                                                                            |